# Jemmeritzer Moor
Koordinaten: 52° 38′ 5″ N, 11° 15′ 38″ O
Das Jemmeritzer Moor ist ein Naturschutzgebiet in der Stadt Kalbe (Milde) im Altmarkkreis Salzwedel in Sachsen-Anhalt.
Das Naturschutzgebiet mit dem Kennzeichen NSG 0047 ist 20,56 Hektar groß. Es wird vom Landschaftsschutzgebiet „Zichtauer Berge und Klötzer Forst“ umgeben. Das Gebiet steht seit dem 5. Juli 1978 unter Schutz. Zuständige untere Naturschutzbehörde ist der Altmarkkreis Salzwedel.
Das Naturschutzgebiet liegt zwischen Klötze und Kalbe (Milde) in der Jemmeritzer Heide. Es stellt einen teilweise vermoorten Teil des Tals der Bäke in einer Moränenlandschaft unter Schutz. Das Gebiet wird von einem Preiselbeer-Tannenwald mit Kiefern und Fichten geprägt. In den durch Quellwasser nassen und vermoorten Bereichen wachsen Pfeifengras und Torfmoose. Weiterhin sind hier Moorbirke, Adlerfarn und Heidelbeere sowie Siebenstern, Rankender Lerchensporn und Rippenfarn zu finden. Nasse Quellstellen werden von Braunseggensumpf und Rispenseggenried mit Winkelsegge, Bachsternmiere und Wechselblättrigem Milzkraut eingenommen. Verlandungsbereiche in Bachnähe werden von Uferseggenried mit Großem Springkraut, Bitterem Schaumkraut und Sumpfhaarstrang eingenommen.
Das Naturschutzgebiet ist u. a. Lebensraum für viele Vogelarten, darunter Habicht, Waldschnepfe, Hohltaube, Wendehals und Gimpel. Auch verschiedene Amphibien und Reptilien sind hier heimisch, darunter Waldeidechse, Kreuzotter, Erdkröte und Grasfrosch. Eine Besonderheit für die Altmark ist das Vorkommen des Feuersalamanders.
Das Jemmeritzer Moor wird vom Naturschutzbund Deutschland betreut. 19,8 Hektar des Naturschutzgebietes gehören der NABU-Stiftung Nationales Naturerbe.